# Michal Tučný

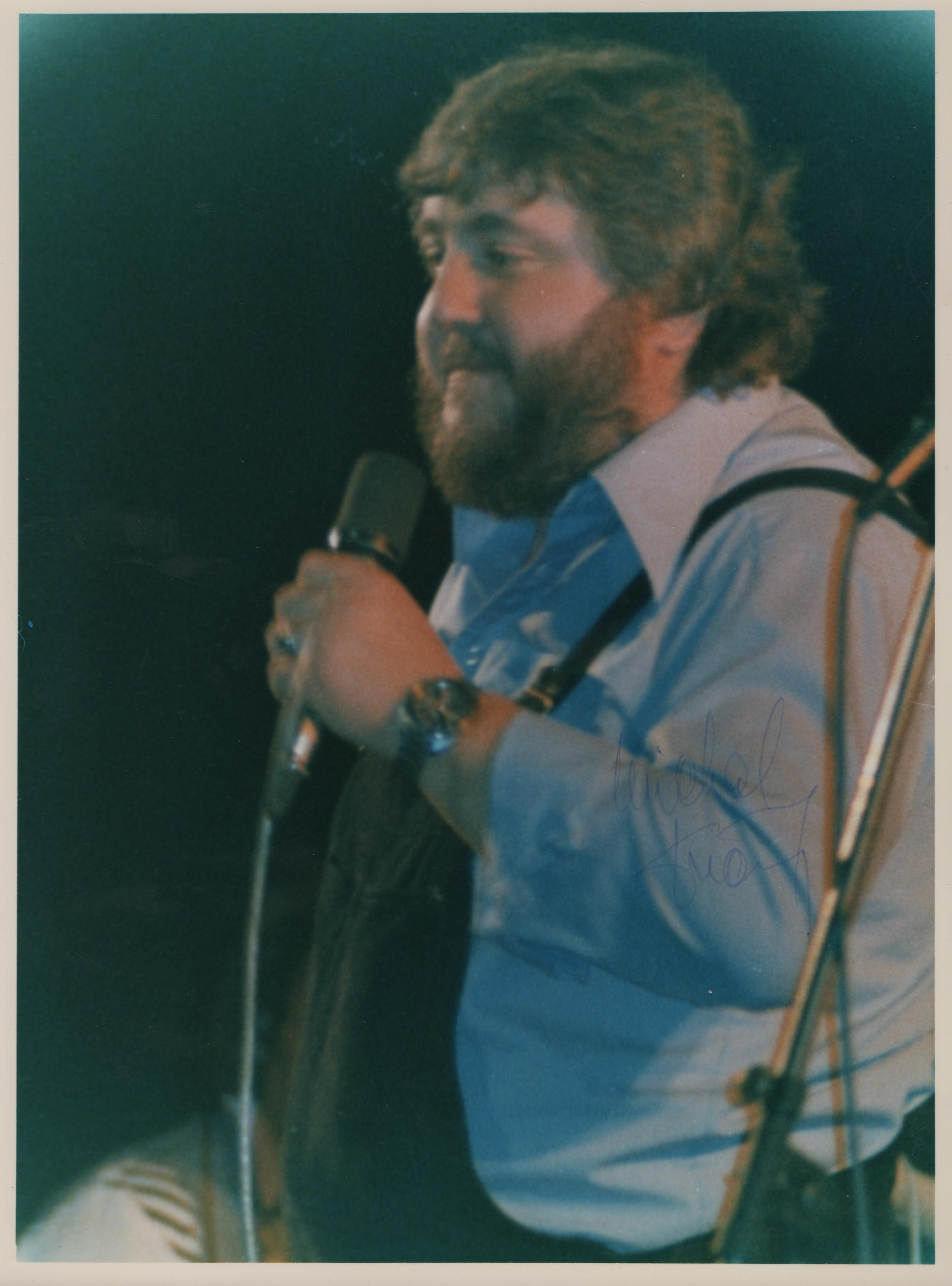
Michal Tučný in Žamberk (1980)

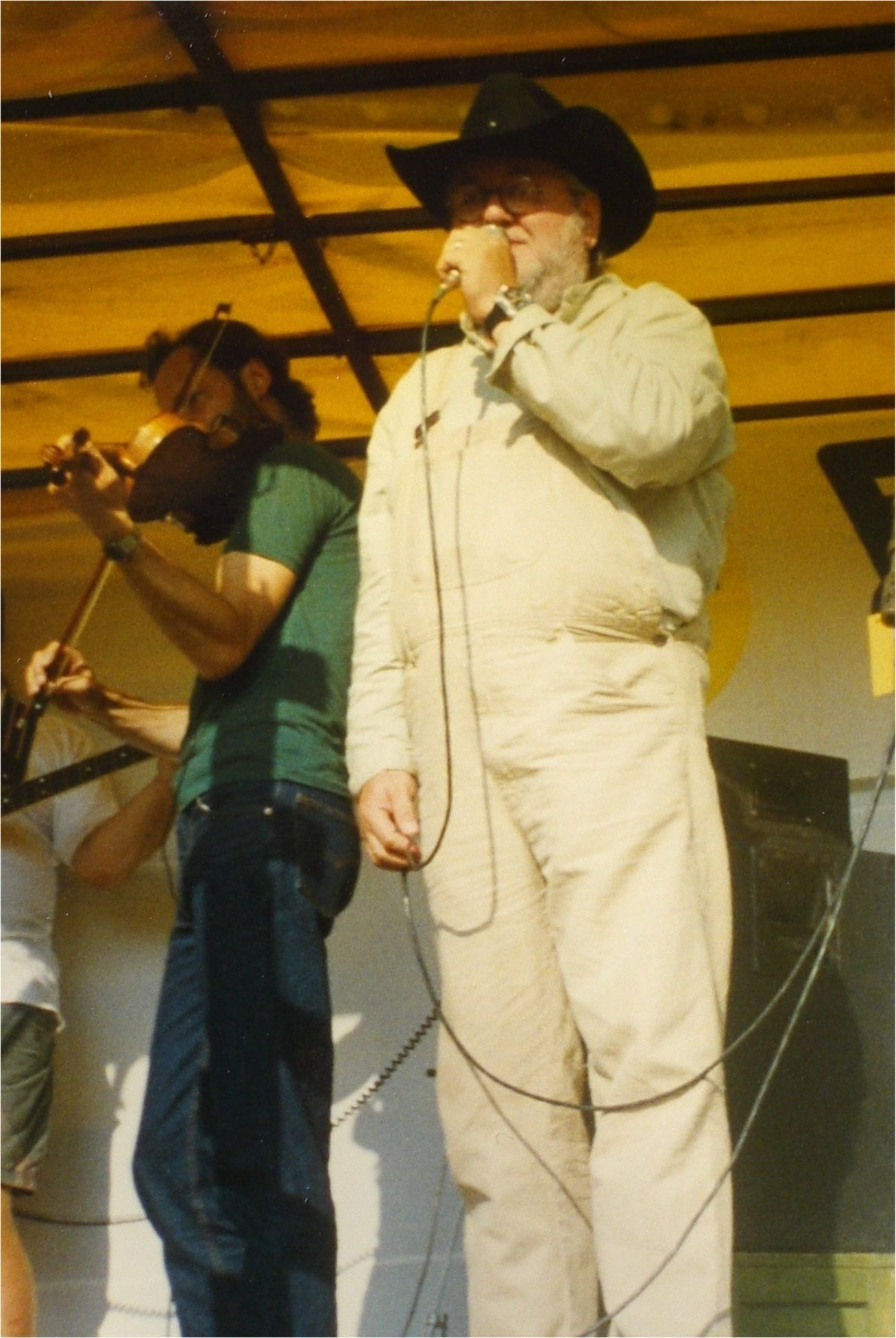
Michal Tučný beim Auftritt während der Goldseifen an der Otava (1994)

Michal Tučný (* 11. Januar 1947 in Prag; † 10. März 1995 ebenda) war ein tschechischer Country-Sänger. Er gilt als einer der bedeutendsten Countrymusiker seines Landes.

## Leben
Tučný spielte in seiner Kindheit Klavier. Er legte 1965 die Matura an einer Handelsschule ab und absolvierte eine Ausbildung als Verkäufer.
Er sang u. a. mit den Bands Rangers, Rivals, Greenhorns, Fešáci, Tučňáci und Weekend.
Tučný verstarb im Alter von 48 Jahren an Leberkrebs. Er lebte zuletzt in Hoštice, wo er auch begraben ist. Auf seinem Grab befindet sich ein 1998 vom Bildhauer Michal Gabriel geschaffener steinerner Hut. Zu seinem Gedenken findet in Hoštice jährlich das internationale Countryfestival Stodola Michala Tučného (Michal-Tučný-Stadel) statt.

## Diskographie

### LP, MC, CD
- 1982 Poslední kovboj - Supraphon, LP (reeditiert auf CD - 1994)
- 1983 Anka Chřestýš & Posledni kovboj - Rattlesnake Annie & Michal Tučný & Tučňáci - Supraphon, LP (reeditiert auf CD - 1994, Supraphon)
- 1983 Stodola Michala Tučného - Supraphon, LP
- 1985 Jak chcete žít bez koní - Michal Tučný & Tučňáci, LP (reeditiert auf CD - 1995)
- 1986 Jak to doopravdy bylo s Babinským - Michal Tučný, Zdeněk Rytíř & Tučňáci - Supraphon, LP (reeditiert auf CD - 1997, Bonton Music)
- 1987 Starýho psa novým kouskům nenaučíš - Supraphon, LP (reeditiert auf CD - 1997, Bonton Music)
- 1990 Medicinman - Supraphon, LP (reeditiert auf CD - 1991, Supraphon)
- 1991 Odjíždím v dál - Panton, LP, CD (Untertitel: Písně z let 1969-1974)
- 1991 Ve Valdickém lapáku (Live 10. November 1990) - Supraphon, LP (reeditiert auf CD - 2003, Supraphon)
- 1993 Snídaně v trávě - Supraphon, MC, CD
- 1994 Jižanský rok - Supraphon, CD
- 1994 Šťastné staré slunce - Elton Music, CD
- 1995 Po cestách toulavých - The bedt of... - Bonton Music, CD
- 1995 Country Minstrels - Vaško Music, CD
- 1997 Kosmickej vandr - Venkow Records, CD
- 1998 Kdyby tady byla - Venkow Records, CD
- 1999 Tam u nebeských bran - Venkow Records, CD
- 1999 Rád se brouzdám rosou - Bonton Music, CD
- 2000 Master serie - Venkow Records, CD
- 2001 Jak to doopravdy bylo - Rattlesnake Annie & Michal Tučný - Universal Music, MC, CD (Konzert Michal Tučný und Rattlesnake Annie in der Lucerna vom Oktober 1982)
- 2002 Zlatá kolekce 2002 - Venkow Records, CD
- 2002 Vzpomínka na Hoštice - Michal Tučný und Tomáš Linka - Areca Multimedia, CD
- 2002 No. 55 - Sony Music/Bonton, 2CD
- 2003 To byl Michal Tučný - Reader´s digest, 4CD
- 2005 Michal Tučný & přátelé - Supraphon, CD
- 2006 Best of - Supraphon, 2CD
- 2007 Balady a písně - Universal Music, CD
- 2007 Best of 2 - 48 velkých hitů - Supraphon, 2CD
- 2007 Pod Kašperkem - Universal Music, CD
- 2008 Poslední album posledního kovboje - Universal Music, CD

### DVD
- 2005 Báječnej chlap - Supraphon
- 2008 Fidlej a hraj - Supraphon SU 7090-9

### Mit Fešáci
- 1975 Ostrov Fešáků - Fešáci - Panton, LP

### Kompilationen
- 1988 Country kolotoč - Supraphon, LP (Michal Tučný, Pavel Bobek, Zdeněk Rytíř, Wabi Ryvola, Věra Martinová, Milena Soukupová, Rattlesnake Annie)